# Типовий проєкт школи № 222
222 (пізніше 2-02-03) — типовий проєкт цегляної двоповерхової школи на 400 місць, розроблений у 1947 в архітектурно-проєктній майстерні при Міністерстві просвіти РРФСР, архітектори О. П. Великанов і М. М. Вавировський.
Пізнаваною особливістю є симетричний фасад з ризалітом на 9 кроків вікон, 3 з яких утворюють ще ризаліт з фронтоном. Бічні фасади несиметричні в 9 вікон довжиною, на 4-му кроці еркер сходів з мезоніном. П-образний план з розмірами 38,9 × 26 м. Висота цоколю 1,35 м, карнизу 9,85 м, фронтону 12,15 м, гребня даху 14 м.
Одночасно з 222-м проєктом було розроблено 256-й (пізніше перейменований на 2-02-05), який немає ризаліту навколо входу три вікна шириною і щипець замість фронтону і має деякі відмінності у плануванні.
Школи за проєктом було збудовані в Росії, Україні, Білорусі, Естонії і Східній Німеччині.

## Галерея

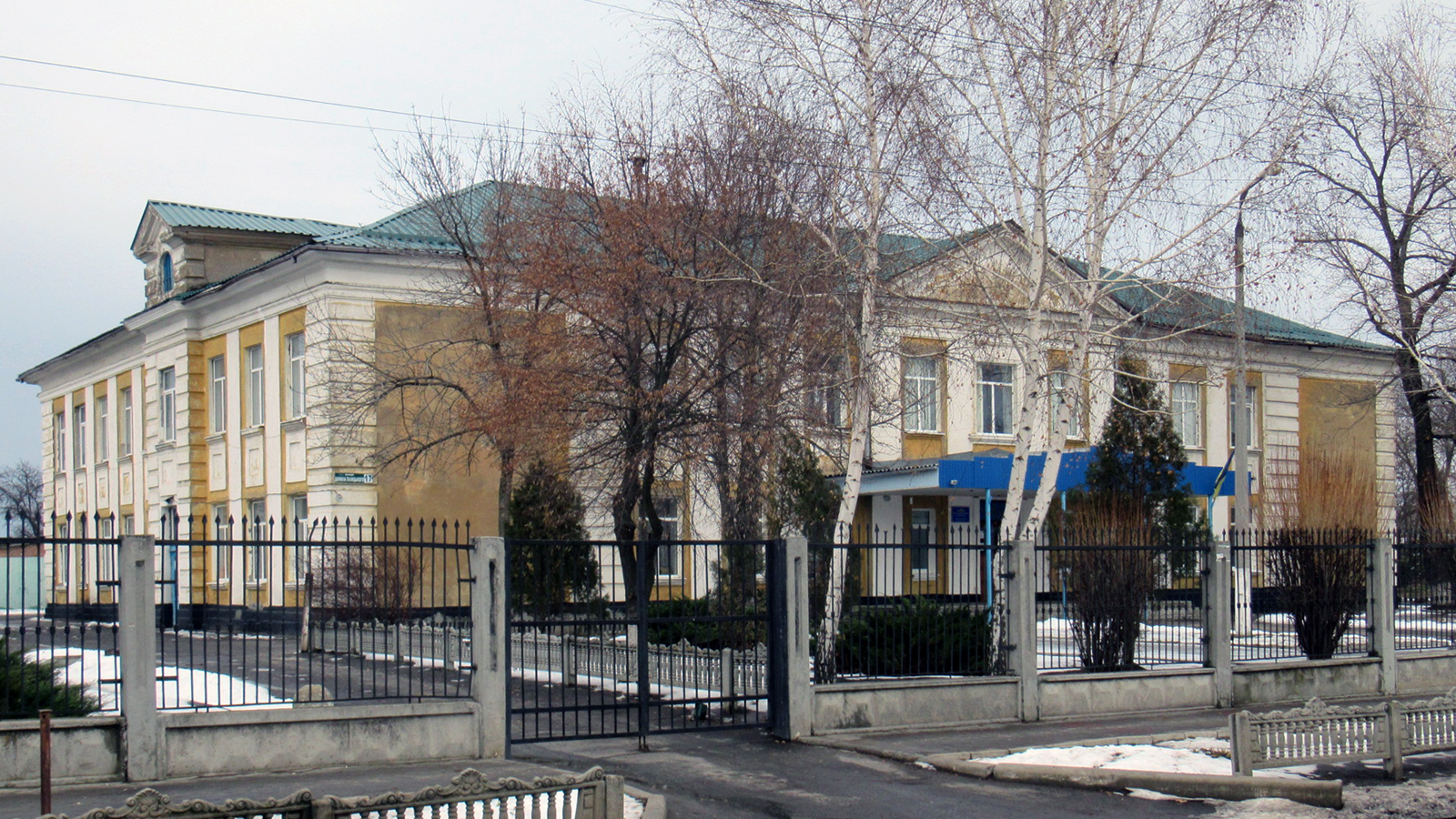
Слов'янськ, школа № 4, 1950
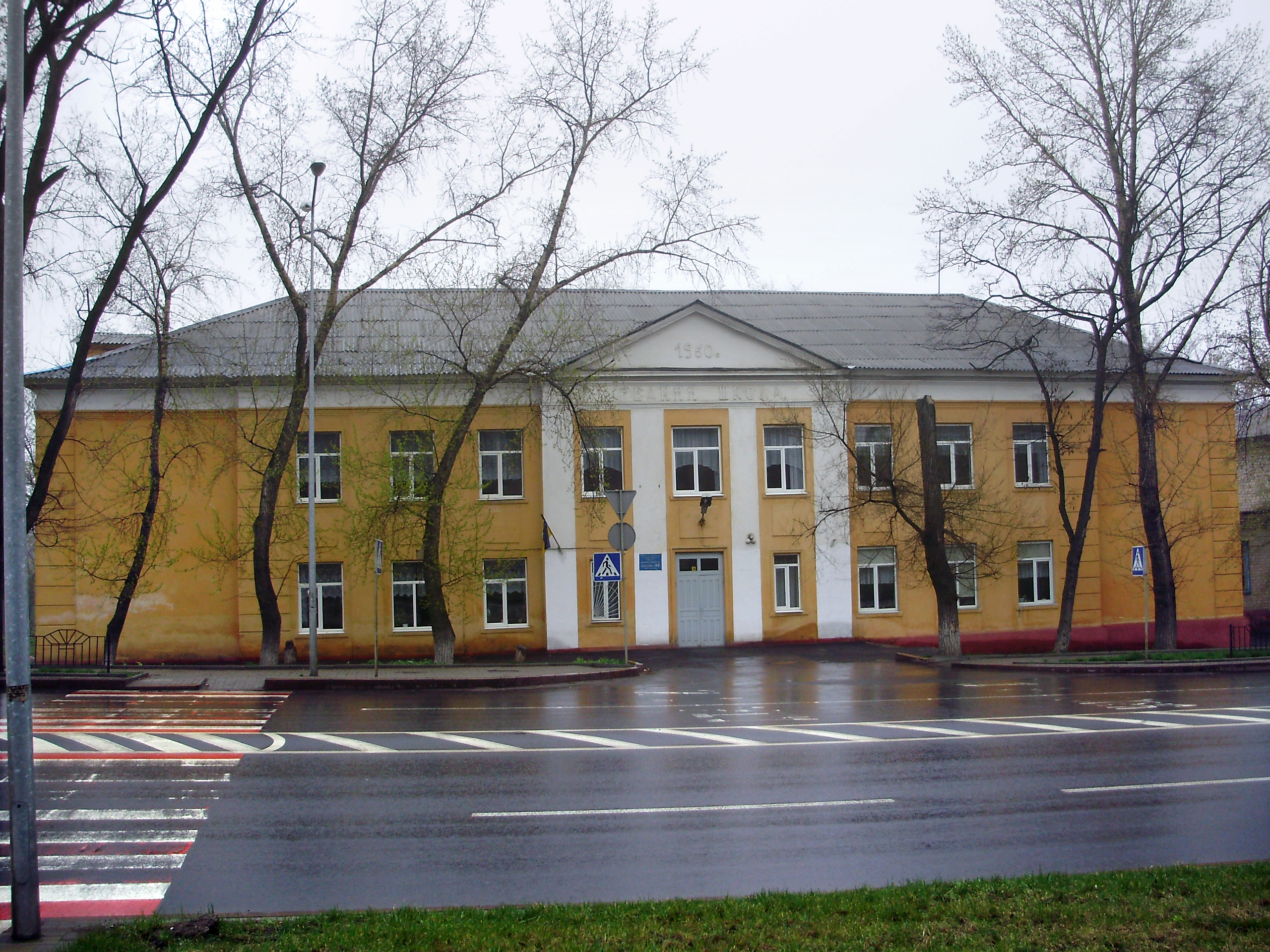
Донецьк, школа № 53, 1950
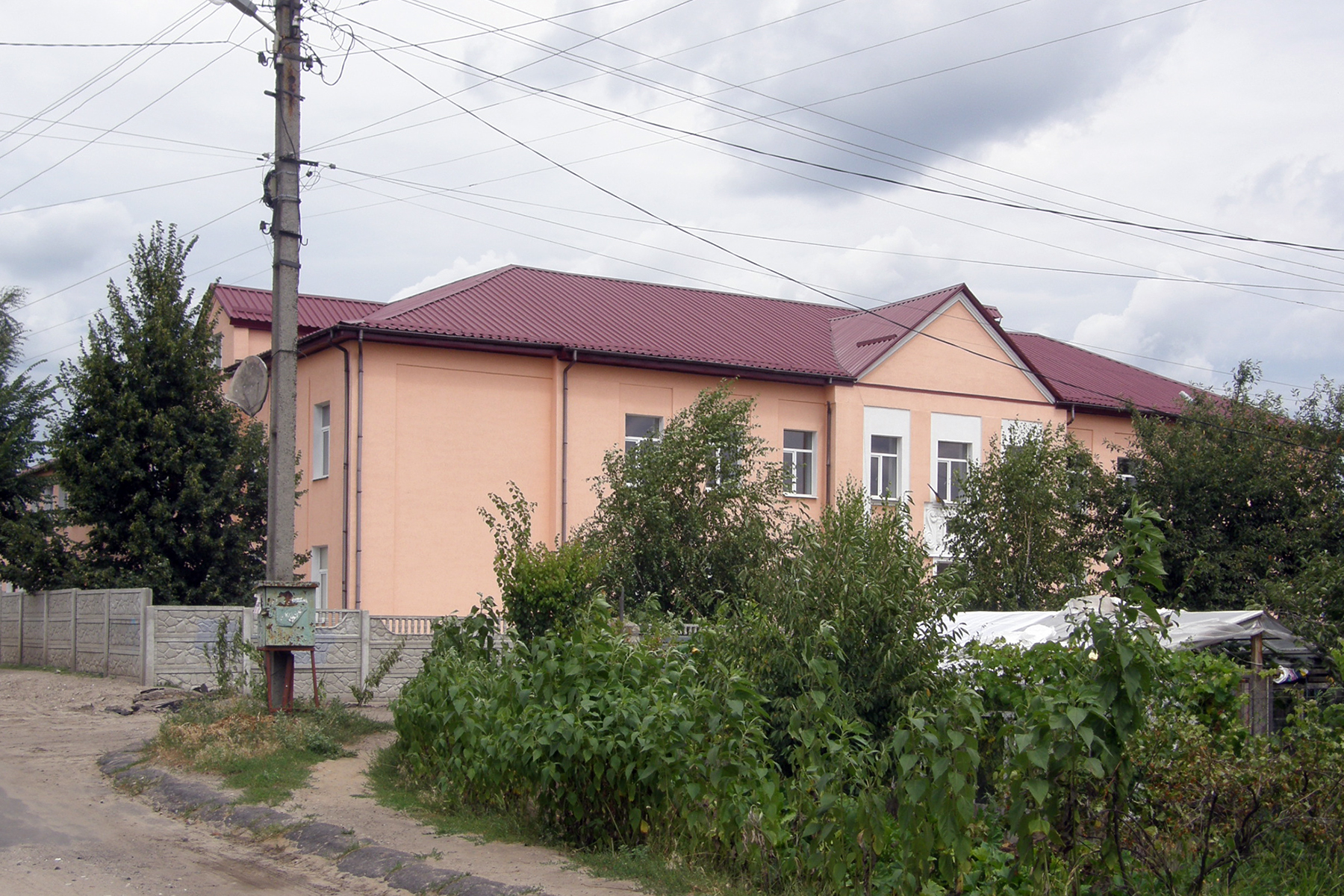
Слов'янськ, школа № 18, 1952
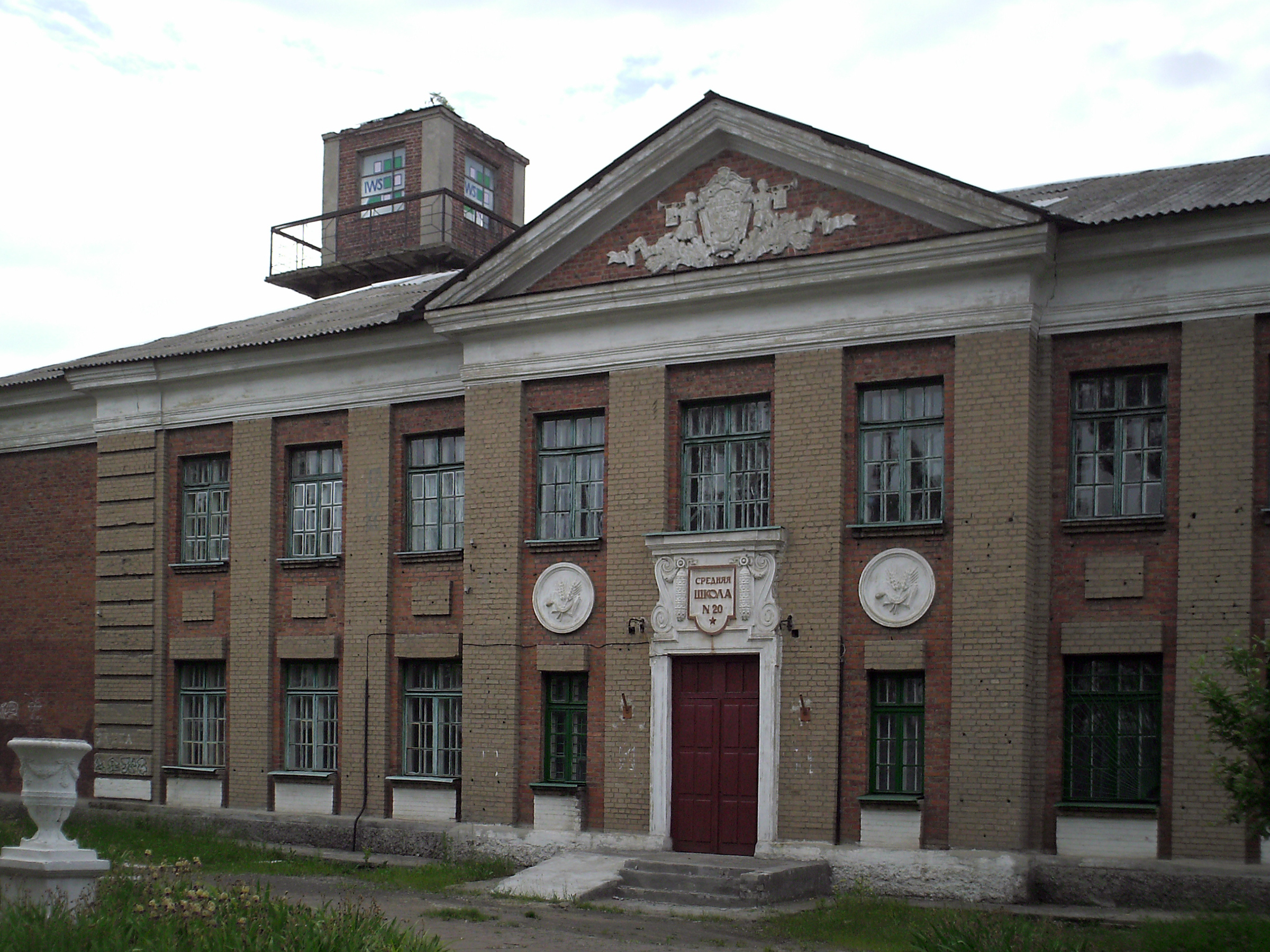
Краматорськ, школа № 20, 1952—1953
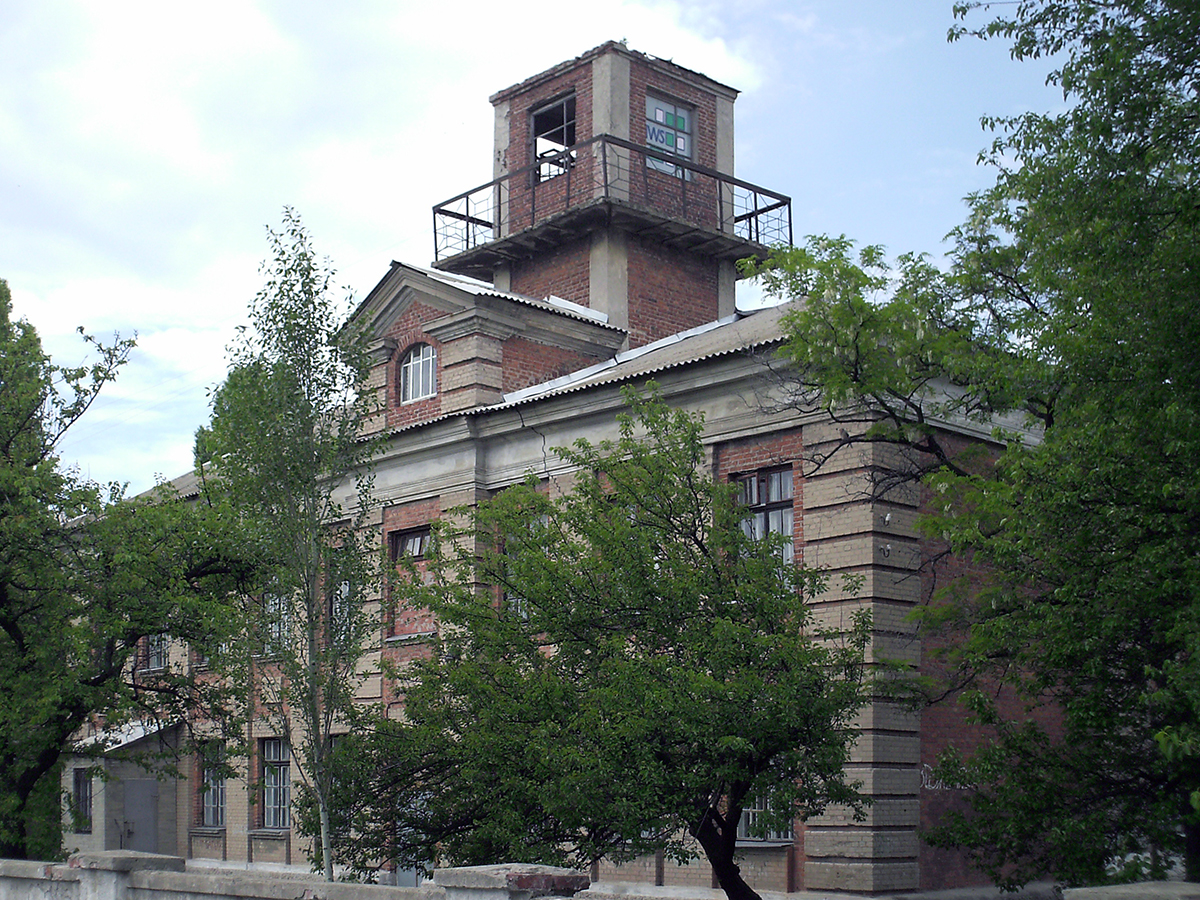
Краматорськ, школа № 20, 1952—1953, вежа
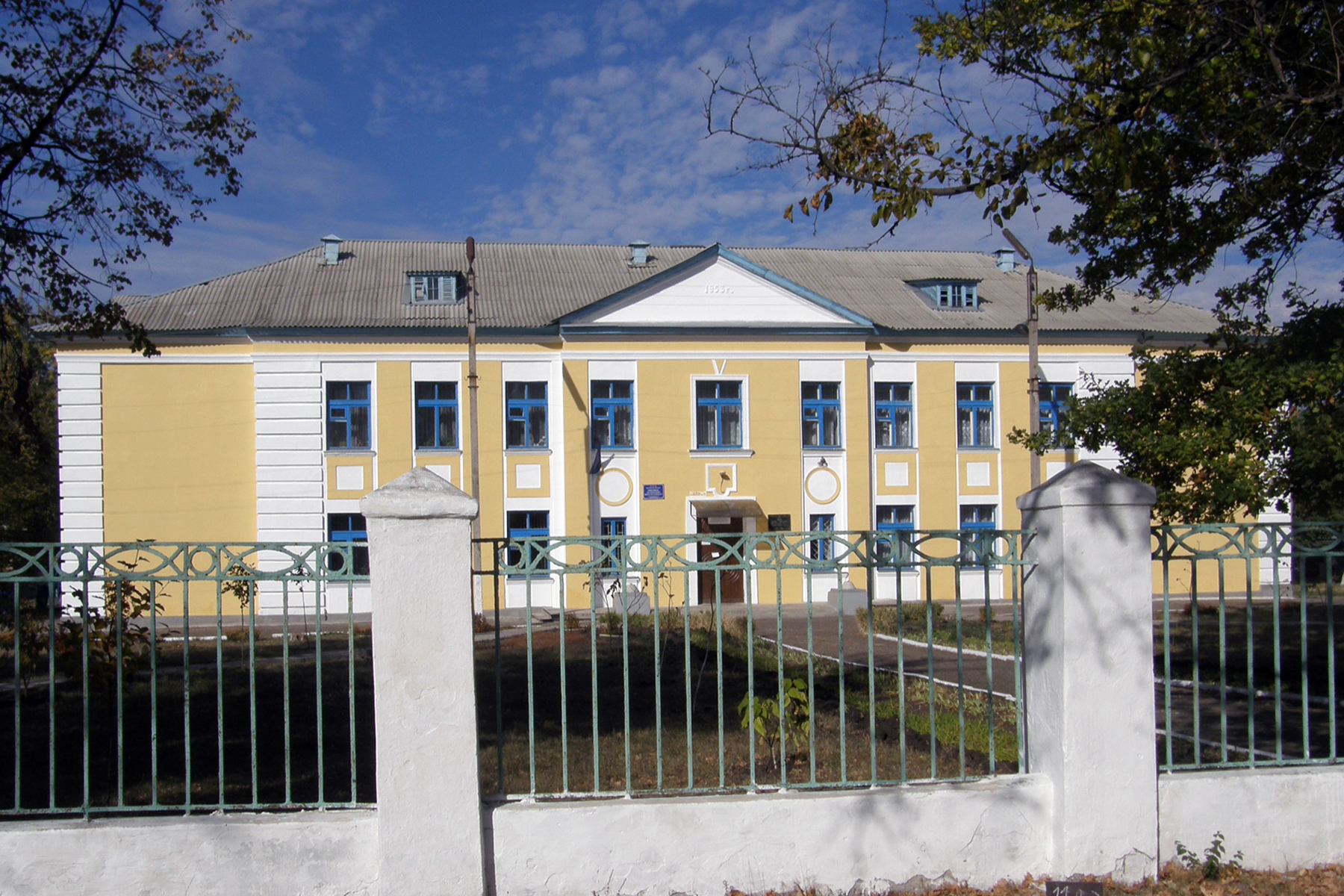
м. Миколаївка, школа № 2, 1953
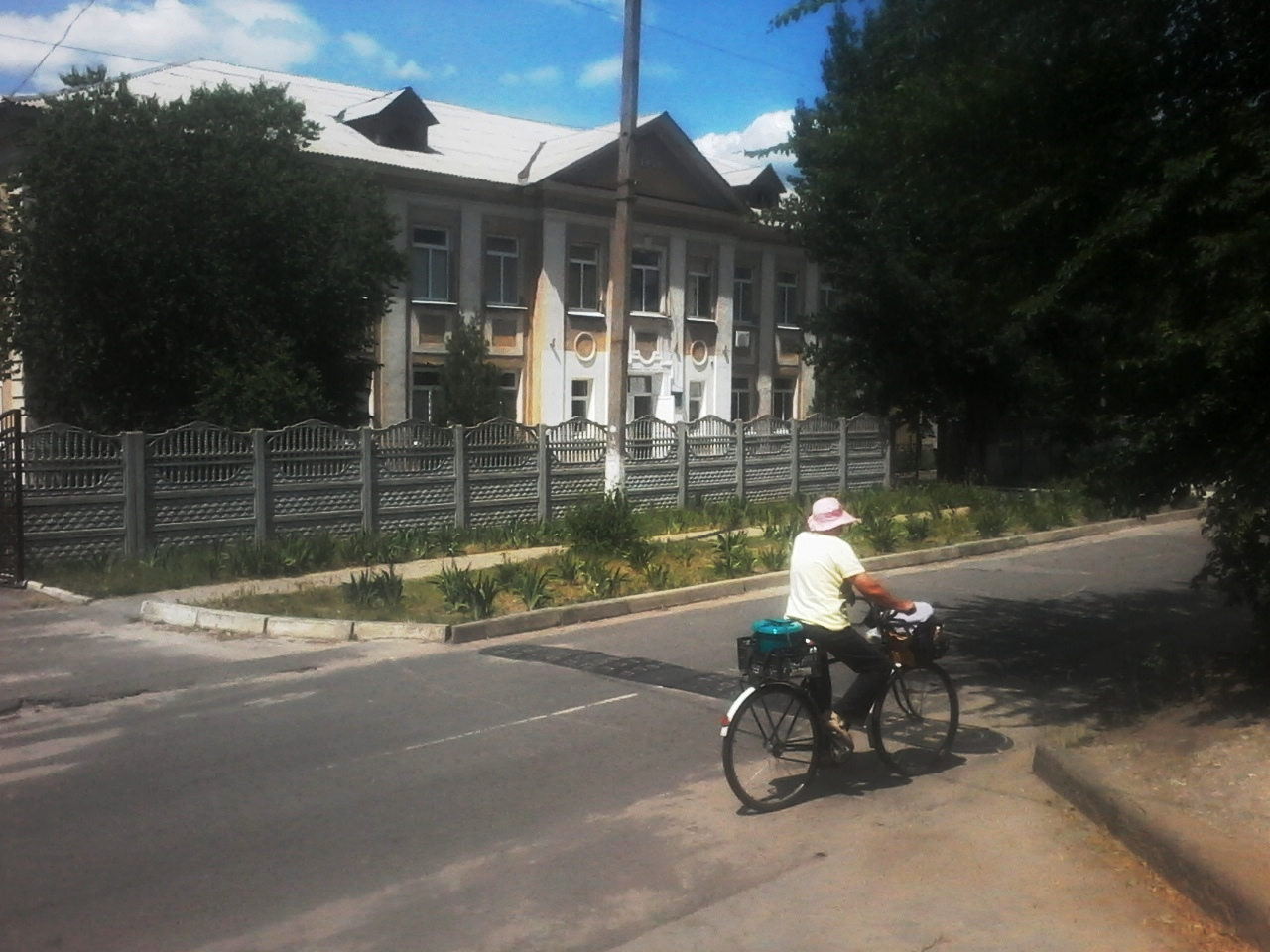
Щастя, школа № 1 (колишня № 56 м. Луганська), 1954
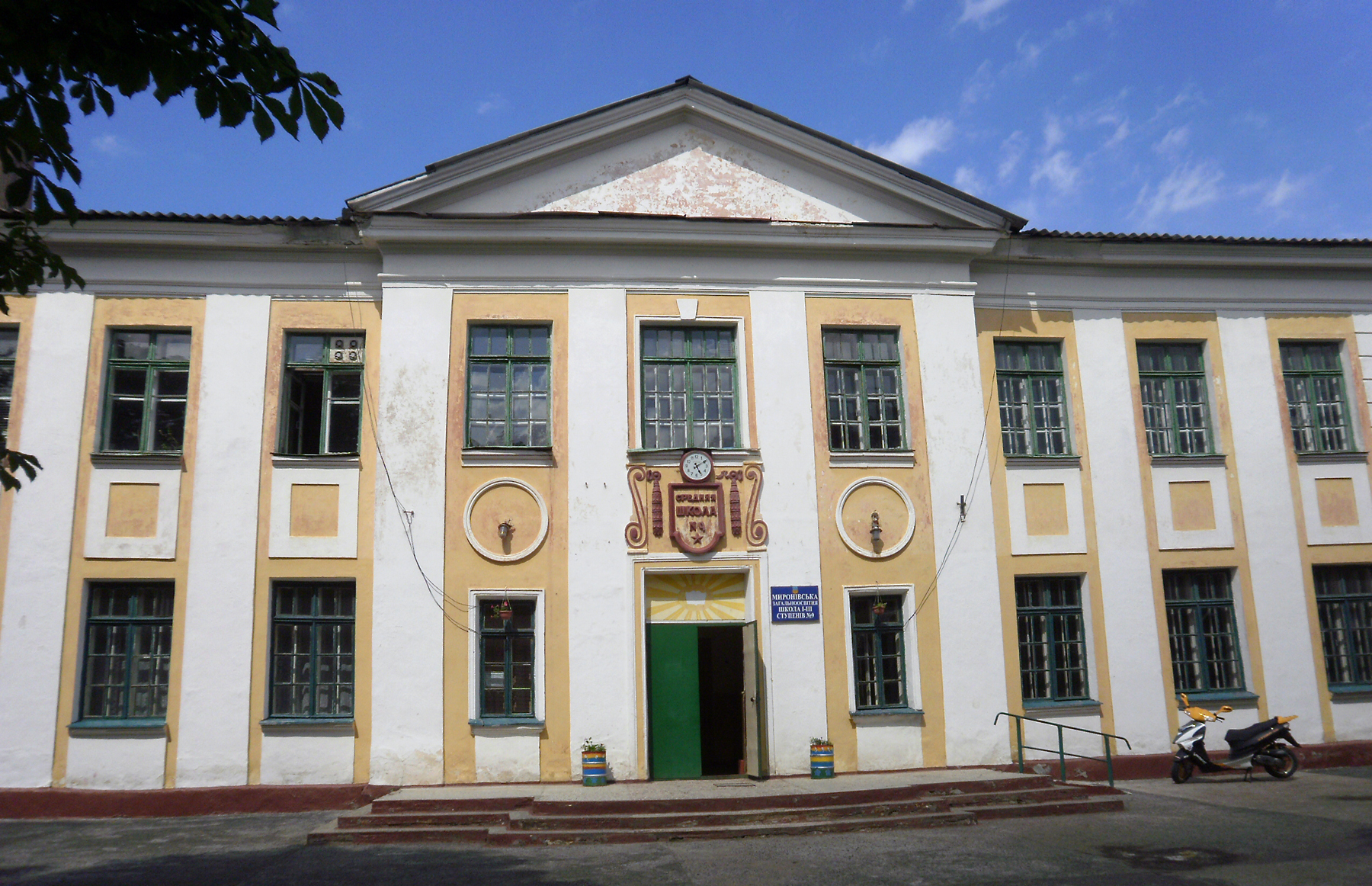
Миронівський, школа № 2, 1954
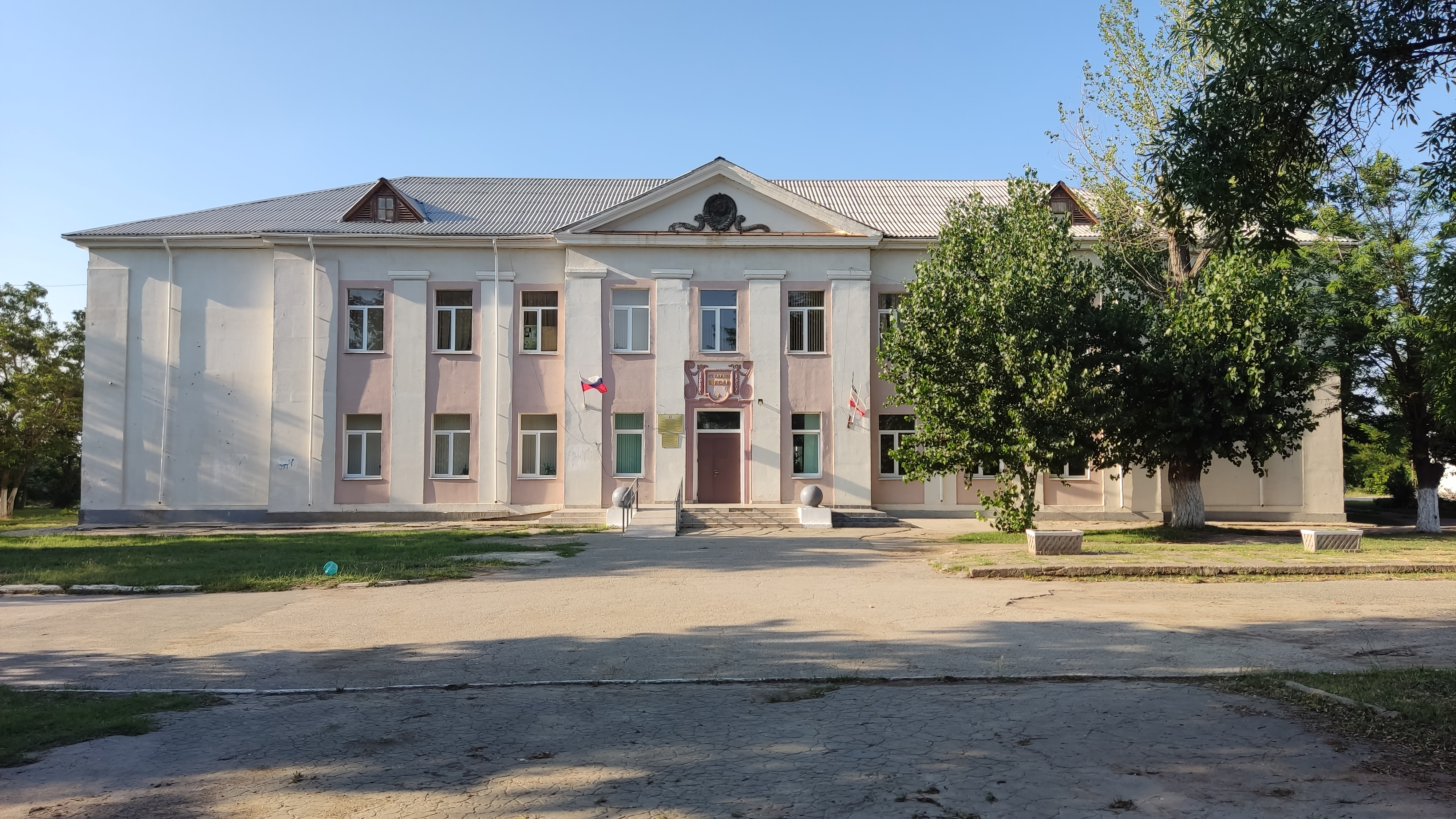
Саки, школа № 2, 1954
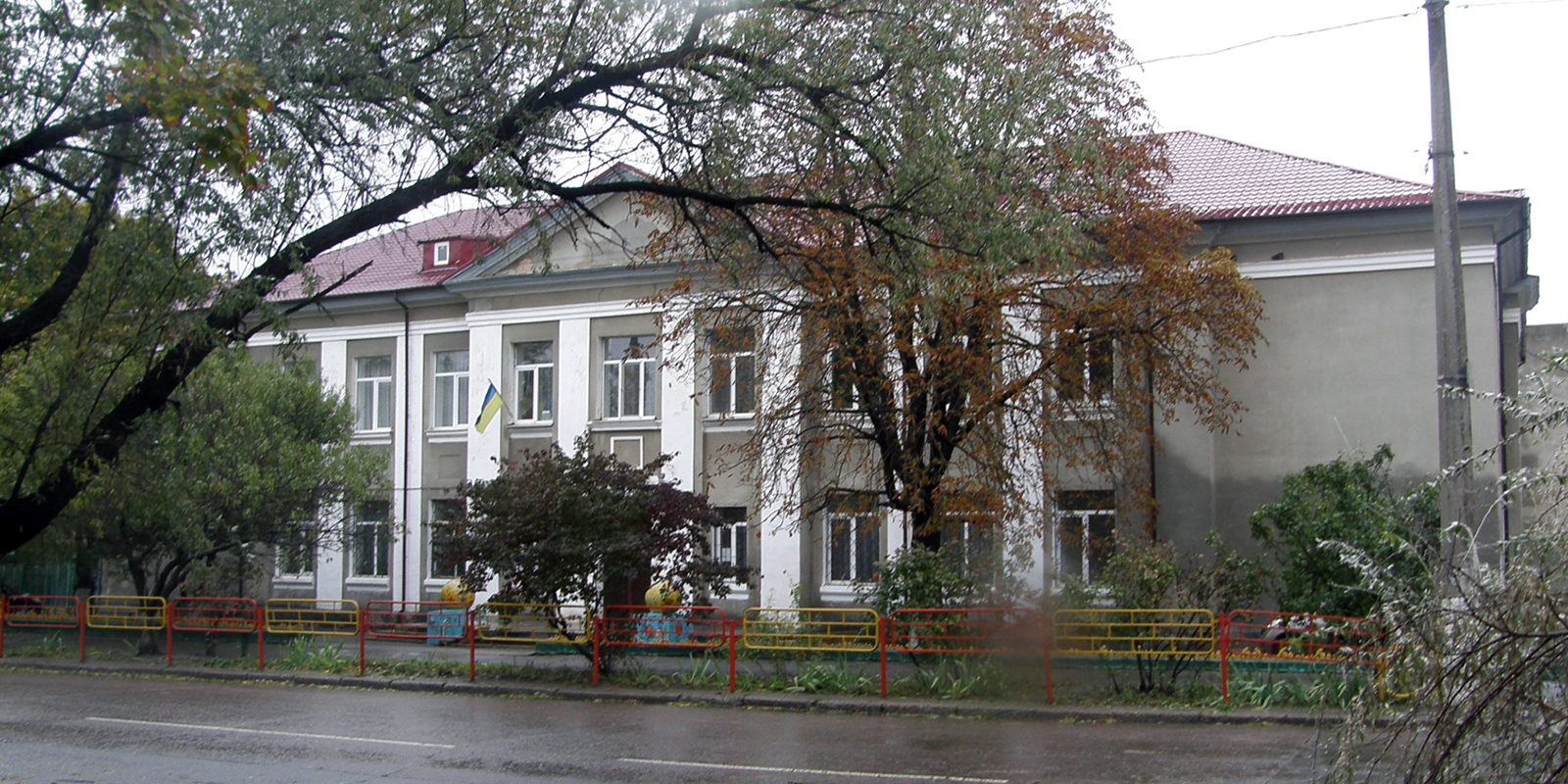
Одеса, школа № 11, 1954—1955
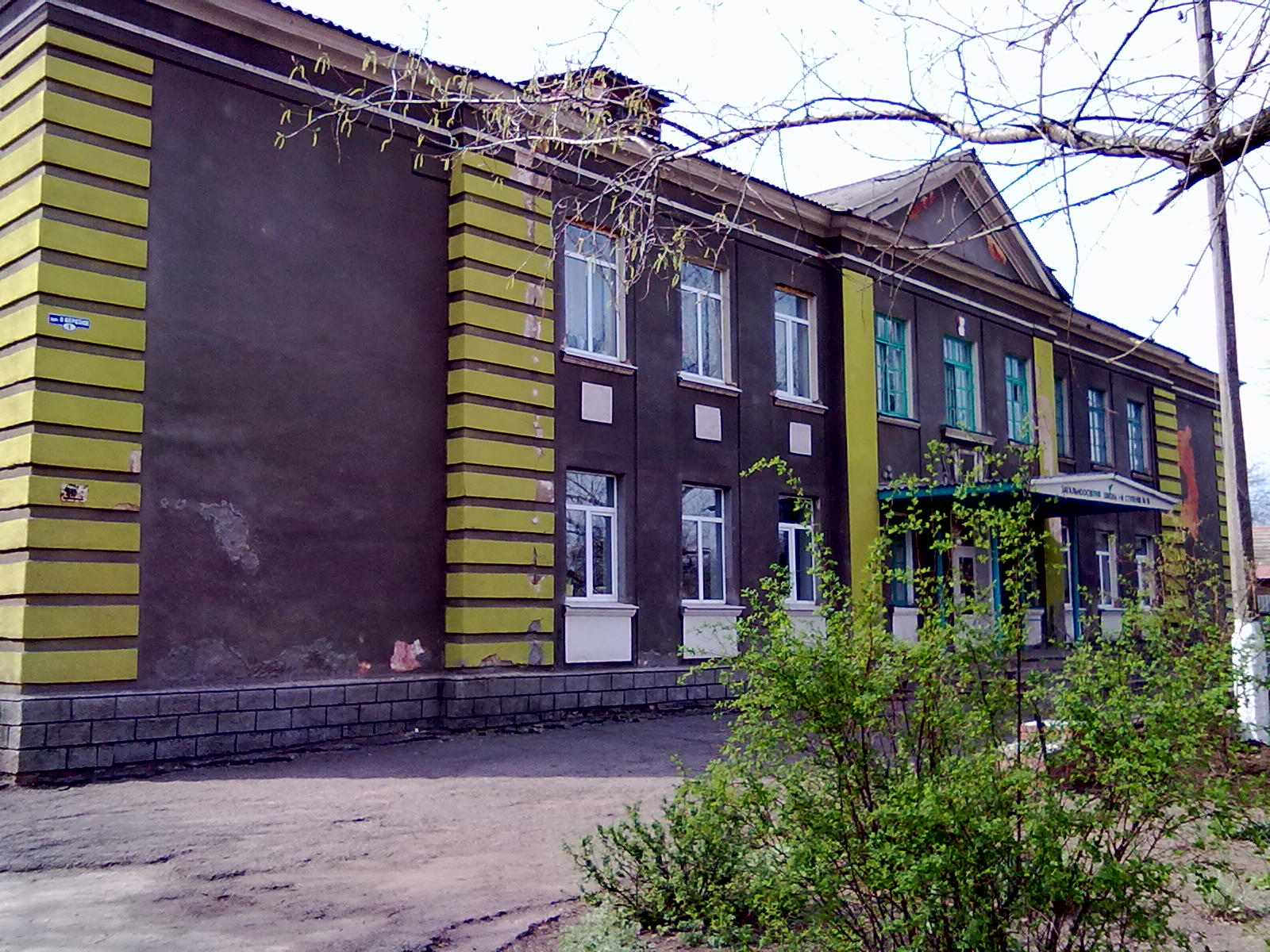
Слов'янськ, школа № 16, 1956
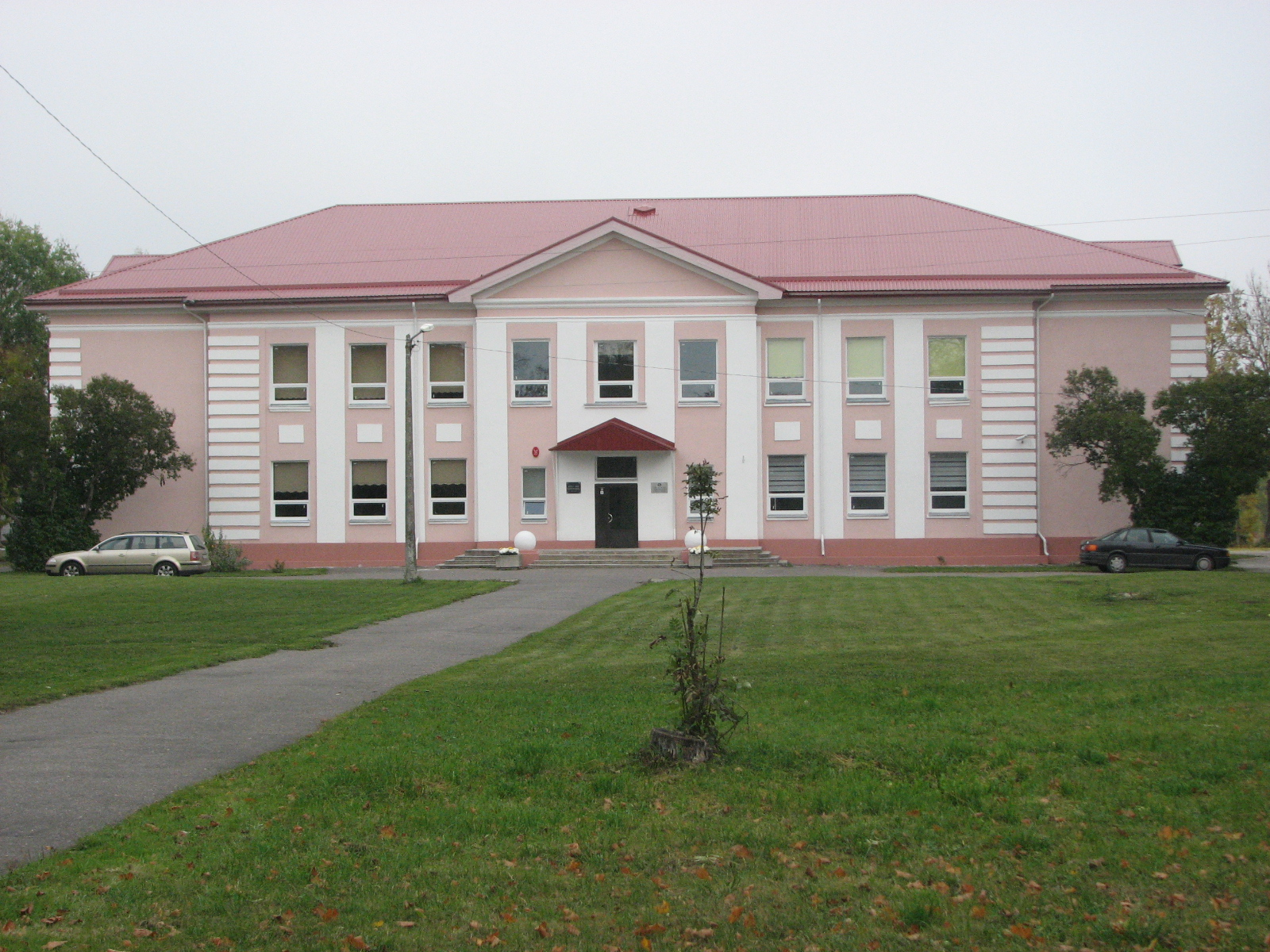
Естонія, Кохтла-Ярве, 1956, корпус Талліннського інституту охорони здоров'я
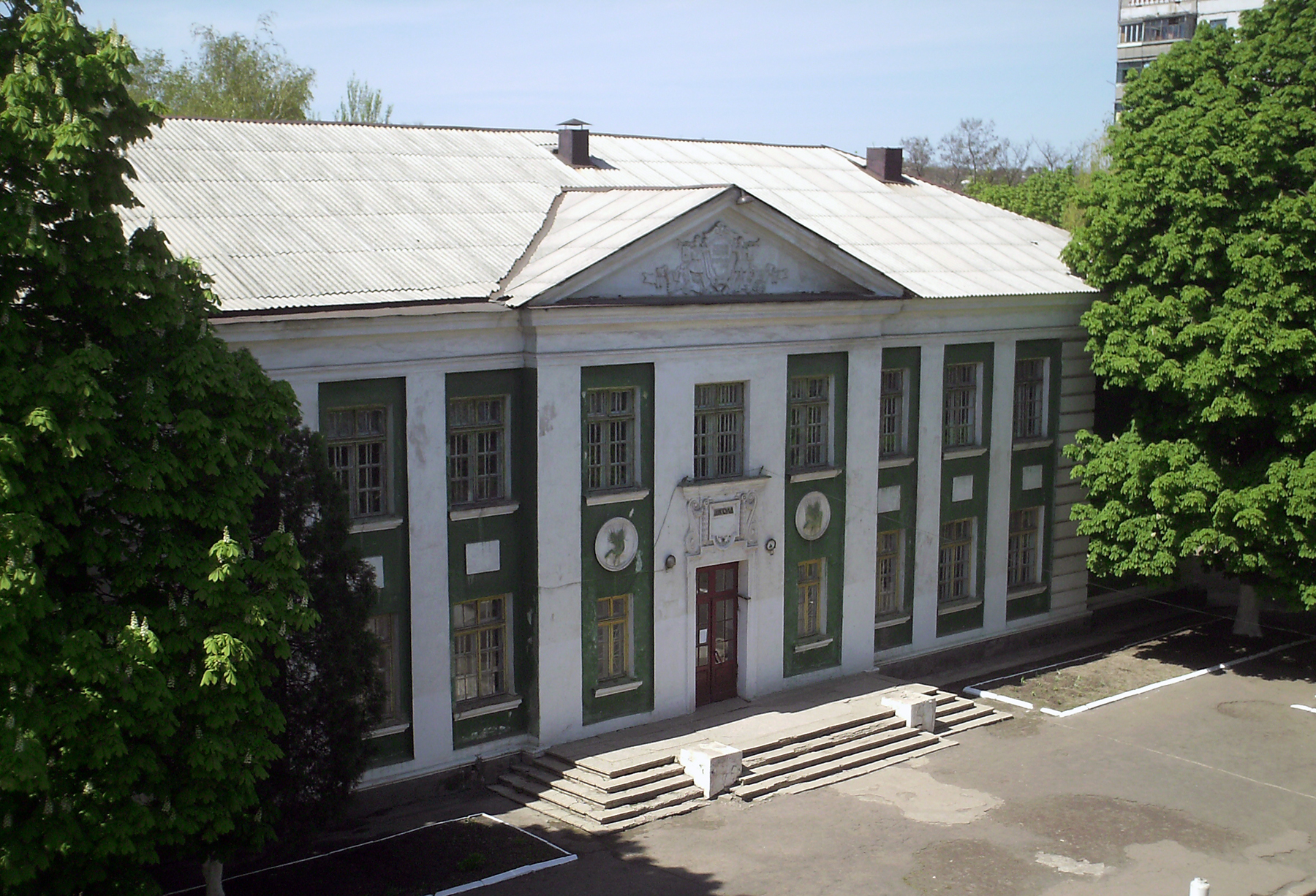
Краматорськ, школа № 6, початкові кляси
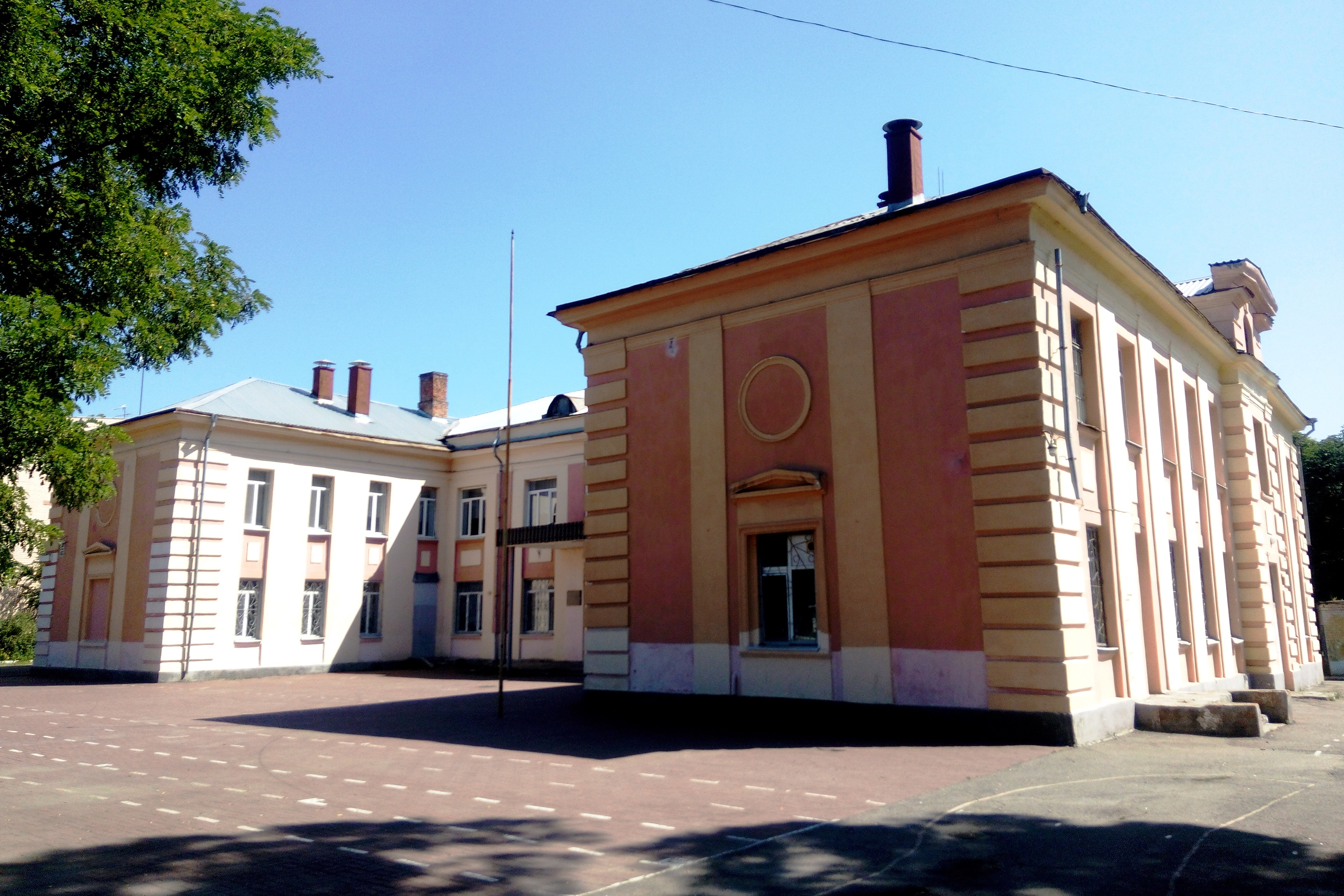
Дніпро, школа № 94
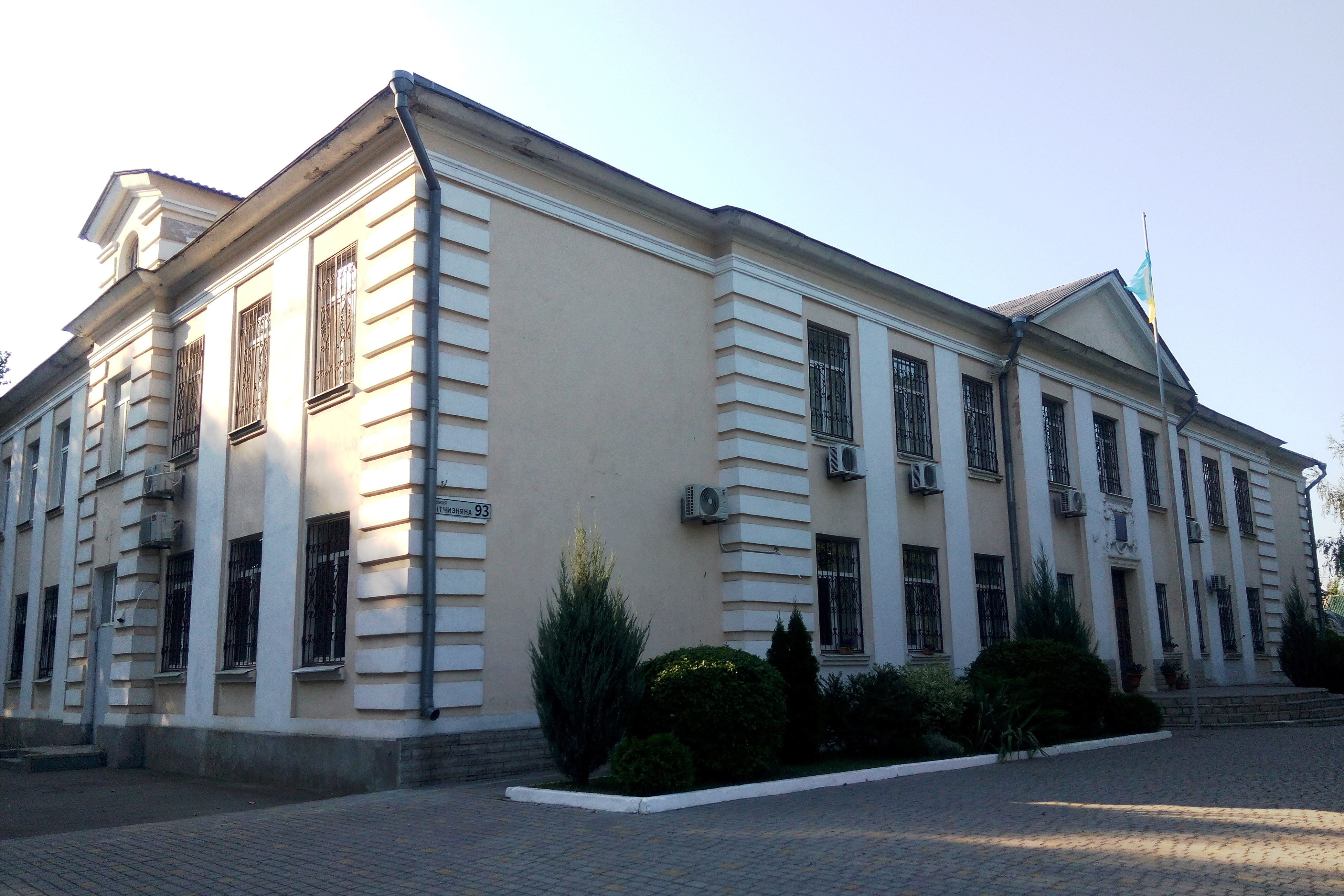
Дніпро, фінансово-економічний ліцей
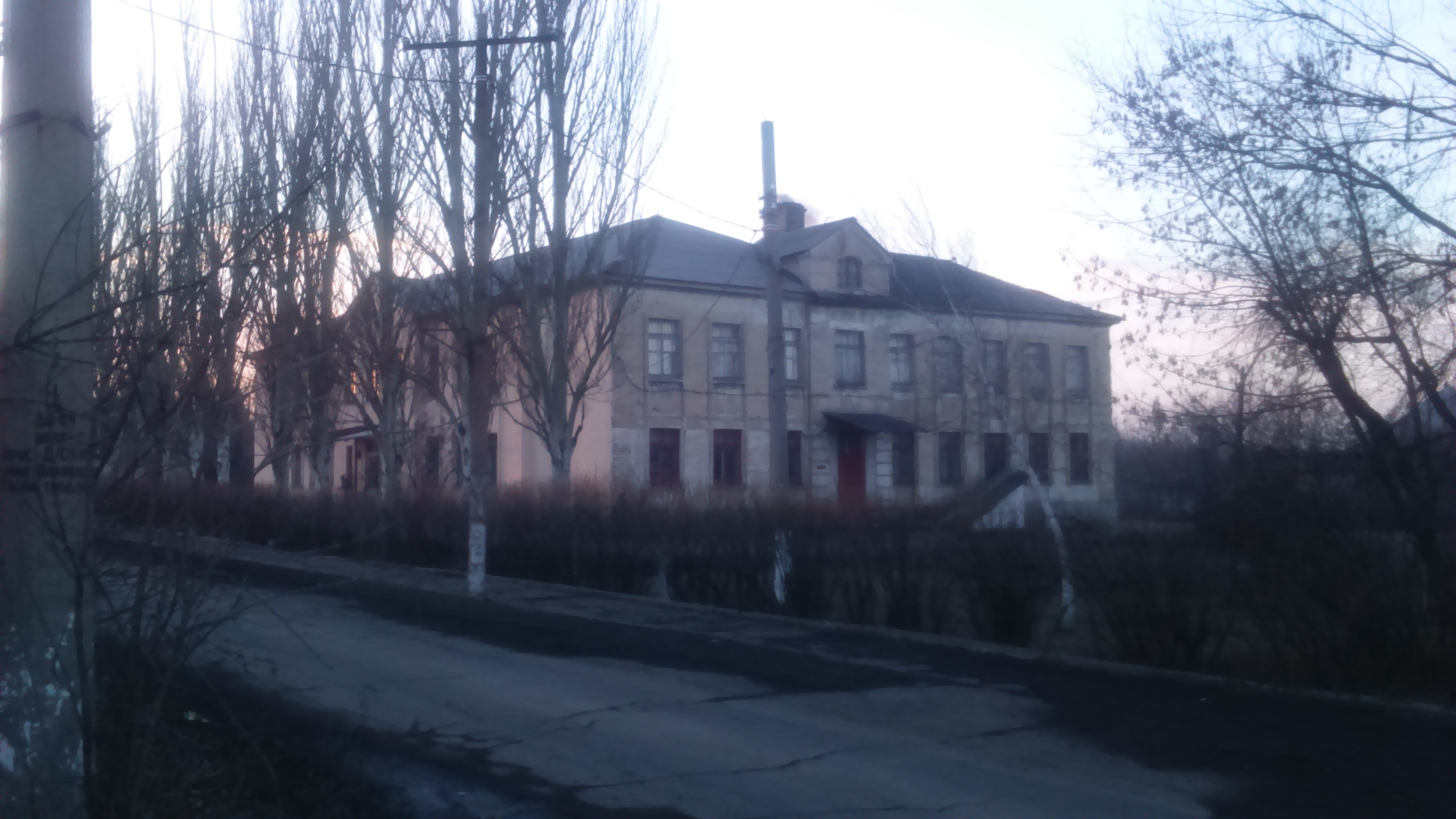
Добропілля, школа № 1